# Nettlecombe (Somerset)
Nettlecombe – wieś i civil parish w Anglii, w Somerset, w dystrykcie (unitary authority) Somerset. W 2011 civil parish liczyła 174 mieszkańców. Nettlecombe jest wspomniana w Domesday Book (1086) jako Netecumbe/Netecoba/Netecomba/Netelcumbe/Netelcomba.